# Medzianky
Medzianky jsou obec na Slovensku v okrese Vranov nad Topľou. Žije zde 299 obyvatel. 

## Poloha
Obec se nachází mezi Nízkými Beskydami a Slanskými vrchy, v údolí Medzianského potoka v povodí řeky Topľa. Mírně zvlněné území pahorkatiny leží v nadmořské výšce v rozmezí 200–450 m, centrum obce leží ve výšce 231 m n. m. Odlesněný povrch je tvořen centrálně-karpatským flyšem se souvislým pokryvem svahových hlín.
Obec je vzdálena tři a půl kilometru od Hanušovců nad Topľou, 20 kilometrů od Prešova a 27 kilometrů od Vranova nad Topľou.

### Sousední obce
Sousedními obcemi jsou Radvanovce na severozápadě a severu, Babie na severu, Vlača na severovýchodě, Hanušovce nad Topľou na východě, jihovýchodě a jihu a Pavlovce na jihozápadě a západě.

## Historie
První písemná zmínka o obci pochází z roku 1212, kde jsou uváděny jako Mediasmaiele, další historické názvy jsou Medies v roce 1312, Meges v roce 1427 a Medyes v roce 1773, Megyes v období 1863–1902, Tapolymegyes v období 1907–1913 a do roku 1948 se obec jmenovala Megeš.
Ves vznikla nedaleko hradu na vrchu Zámek a v době první zmínky ji Ondřej II. daroval rytířům Božího hrobu z Chmeľova. V roce 1313 se dostala výměnou do majetku Kokoše Berzeviczyho a v roce 1319 ji koupili Abovci z Drienova. V roce 1427 byla ves daněná z 27 port a vlastnili ji Sósové ze Solivaru, v 19. století vlastnili vesnické statky Dessewffyové.
V roce 1787 měla obec 34 domů a 236 obyvatel, v roce 1828 žilo v 32 domech 250 obyvatel, kteří se živili zemědělstvím a chovem dobytka.
Do roku 1918 patřila obec, která leží v Šarišské župě, k Uherskému království a poté k Československu a následně Slovensku. Zemědělskou obcí byly Medzianky i za první republiky. Po druhé světové válce bylo v roce 1957 založeno místní Jednotné zemědělské družstvo (zkráceně JRD) a část obyvatel dojížděla za prací do zemědělských podniků v Prešově.

## Církev a kostely
- V obci se nachází gotický římskokatolický filiální kostel svatého Michaela ze 14. století, který náleží pod římskokatolickou farnost nanebevzetí Panny Marie v Hanušovicích nad Topľou, vranovského děkanátu, arcidiecéze košické.[8][9] Kostel je jednolodní původně gotická stavba s pravoúhlým závěrem kněžiště a věží. Výraznou barokní úpravou prošel v roce 1748, kdy byly zvětšeny původní okenní otvory. Dalšími úpravami prošel po druhé světové válce. V letech 1992–1993 prošel necitlivým restaurováním, při němž byly odstraněny původní omítkové vrstvy s identifikovanou freskovou výmalbou. Kněžiště je zaklenuto gotickou žebrovou křížovou klenbou, nachází se zde barokní hlavní oltář se sochou svatého Michaela na oblacích a bočními sochami svatého Petra a Pavla z poloviny 18. století. Na evangelijní straně lodi je boční oltář se sochou Božského Srdce Ježíšova a na epištolní straně je boční oltář se sochou Panny Marie Pomocnice křesťanů.[9] Na východní stěně kněžiště je raně gotické okno s kovanou mříží. fasády kostela jsou členěny půlkruhovými okny, věž je členěna lizénovými rámci a zakončena stanovou střechou.[10][8] Koatel je kulturní památkou Slovenska.[11]

- Evangelický kostel z roku 1961 (v roce 1998 byl přestavěn) náleží dcerocirkvi Medzianky evangelického sboru Hanušovice nad Topľou, Šarišsko-zemplínského seniorátu evangelické církve Augsburského vyznání na Slovensku.[9][12]

## Strážní hrad
V blízkosti obce na vyvýšenině Zámek se nachází ruiny strážního hradu z 12. století. Předpokládá se, že hrádek byl postaven johanity, kteří obdrželi území Medzianok v roce 1210. Dalšími majiteli bylŘád rytířů Božího Hrobu, kteří jej opustili v roce 1313. Od roku 1319 jej získal šlechtic Ján Kokoš, přívrženec krále Karla I. Roberta. Od roku 1332 vlastnili hrádek Abovci z Drienova. Největší rozkvět hrádku připadá do poslední třetiny 13. století. V 15. století hrádek využívali vojska bratříků pod vedením Jana Talafúsa, kteří jej opustili v roce 1460. V dalších létech hrádek začal chátrat až nakonec zanikl. V roce 1982 byl v lokalitě hrádku proveden archeologický výzkum. Strážný hrádek je kulturní památkou Slovenska.
Strážní hrad měl půdorys pravidelného obdélníku o rozměrech 36 × 14 m obehnaný mohutnou hradbou. V jihozápadní části byla obytná věž (14× 11,6 m), jejíž obvodové stěny měly tloušťku až 3,30 m a nad skalním srázem byly zdi z kyklopského zdiva ztenčené na 2,7 m. Naproti obytné věži v severní části byla vstupní věž na půdorysu čtverce 8,5 × 8,5 m. V severovýchodní části je ve skále vytesaná cisterna o vnitřním průměru 2,80 m a hluboká 6 m. Obvodové zdi hrádku měly tloušťku až 2,7 m. Kolem hrádku byl vybudován obranný val s příkopem, který vznikl přenesením zeminy při stavbě valu. Předpokládá se, že val měl dřevěnou palisádu.

## Chráněný areál
Na území obce je chráněný areál Medzianske skalky, který byl na rozloze  čtyři hektary vyhlášen v roce 1990. Chráněný areál tvoří vápencové skály s výskytem bohaté xerotermí vegetace. Vyskytují se zde chráněné druhy rostlin jako koniklec velkokvětý (Pulsatilla grandis), sasanka hajní (Anemone nemorosa) a zástupci vstavačovitých jako vstavač vojenský (Orchis militari), vstavač purpurový (Orchis purpurea) čí vemeník dvoulistý (Platanthera bifolia).

## Galerie

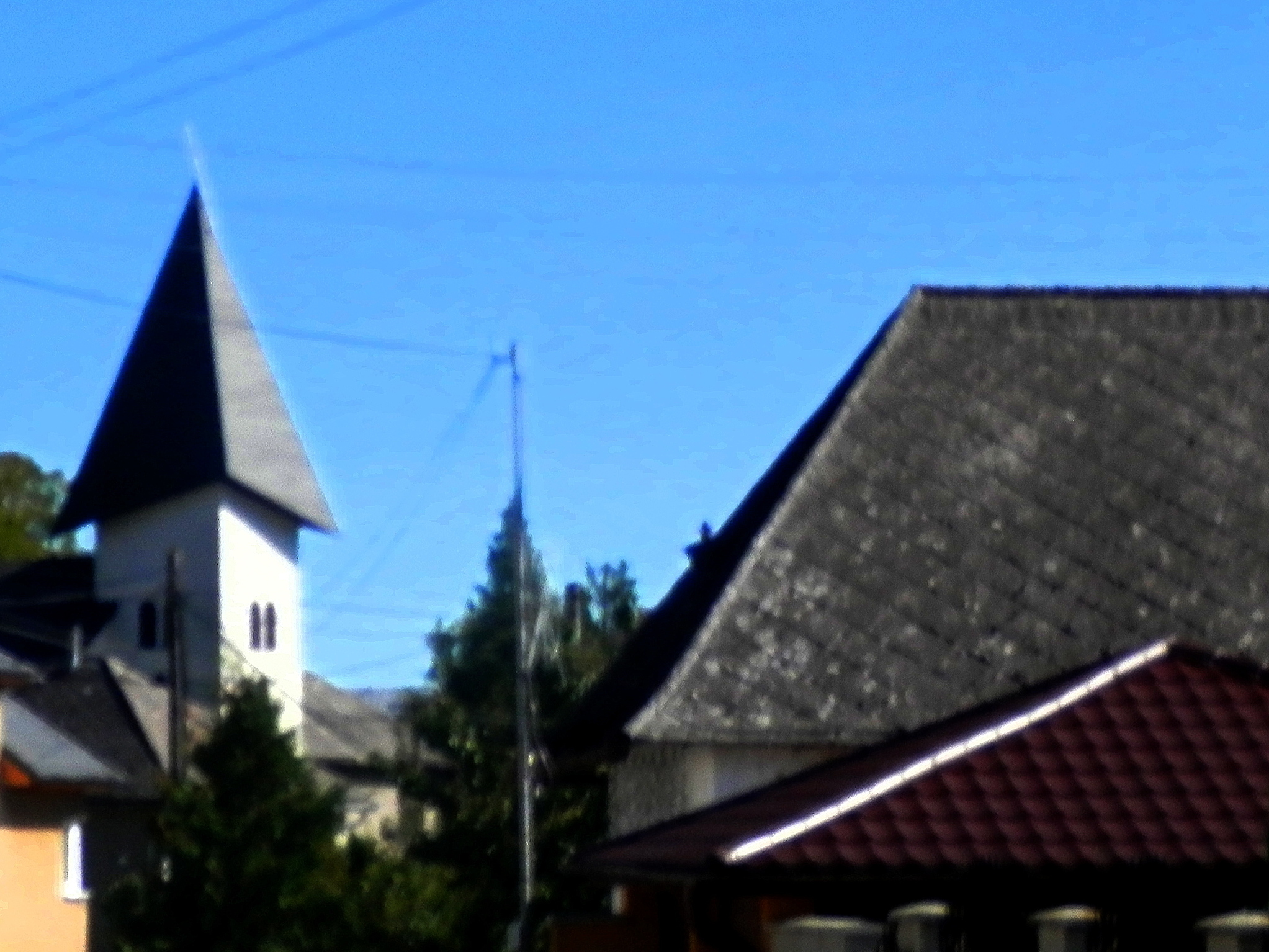
Evangelický kostel
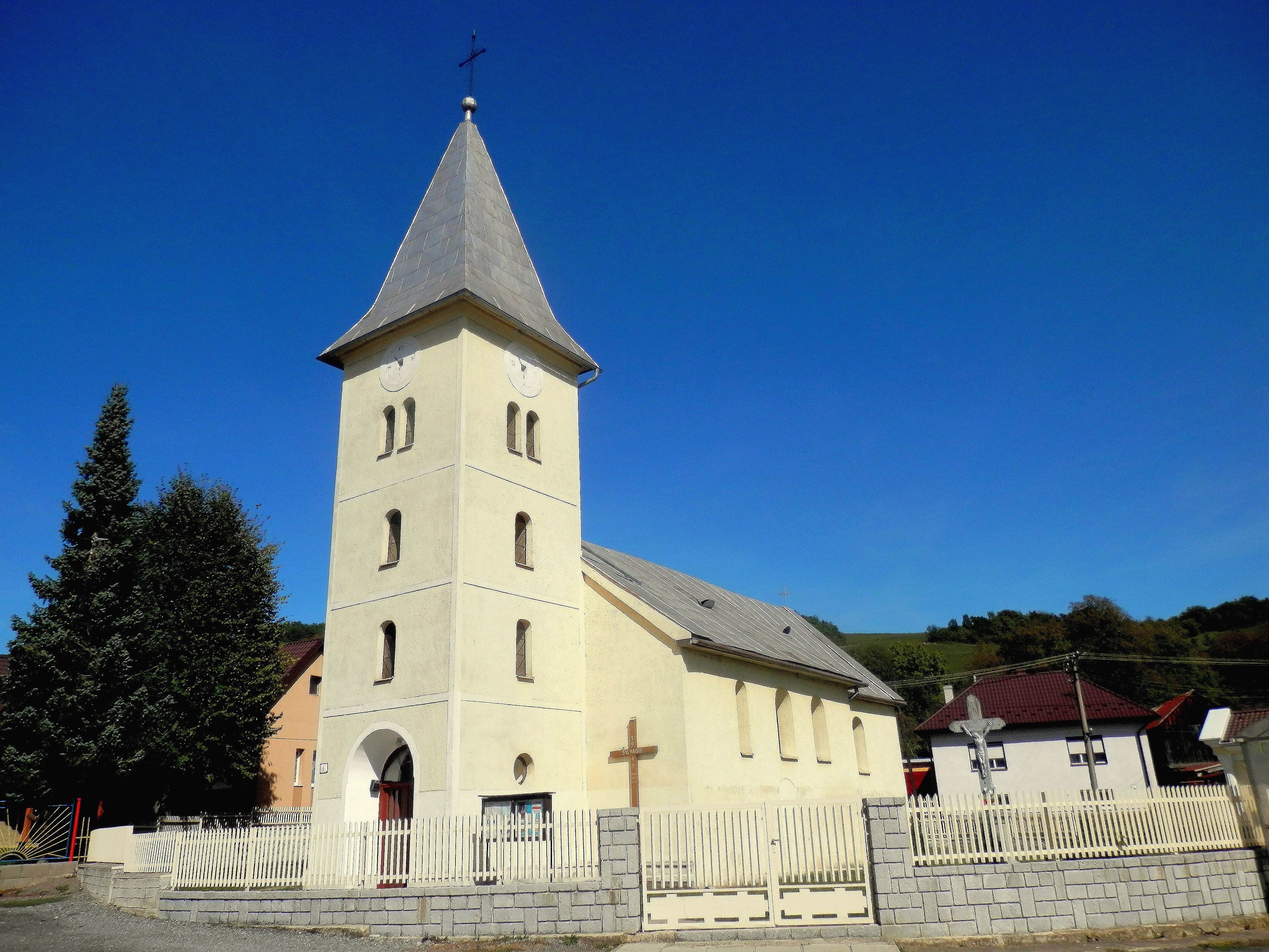
Kostel svatého Michala
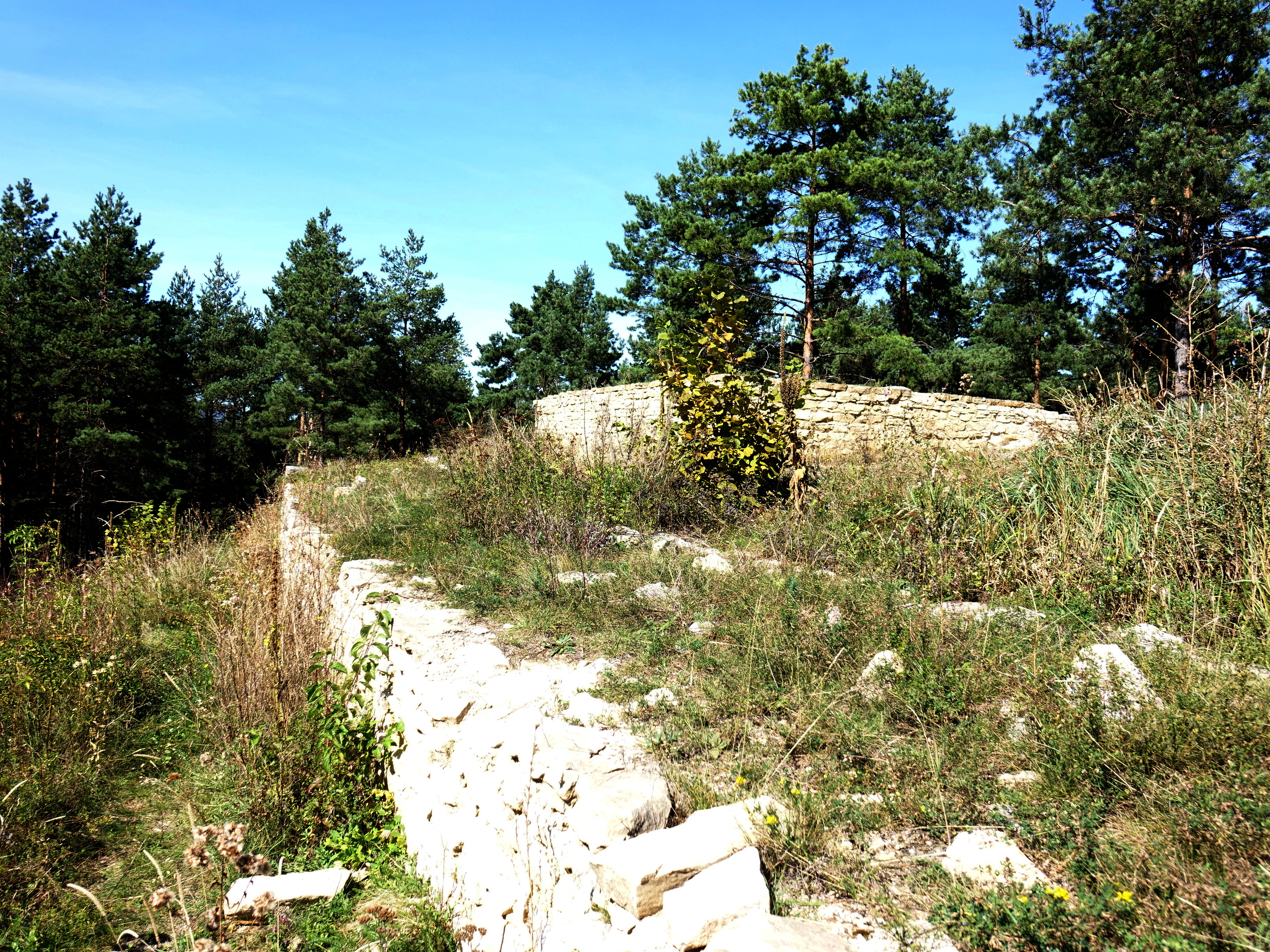
Obvodové zdivo strážního hrádku
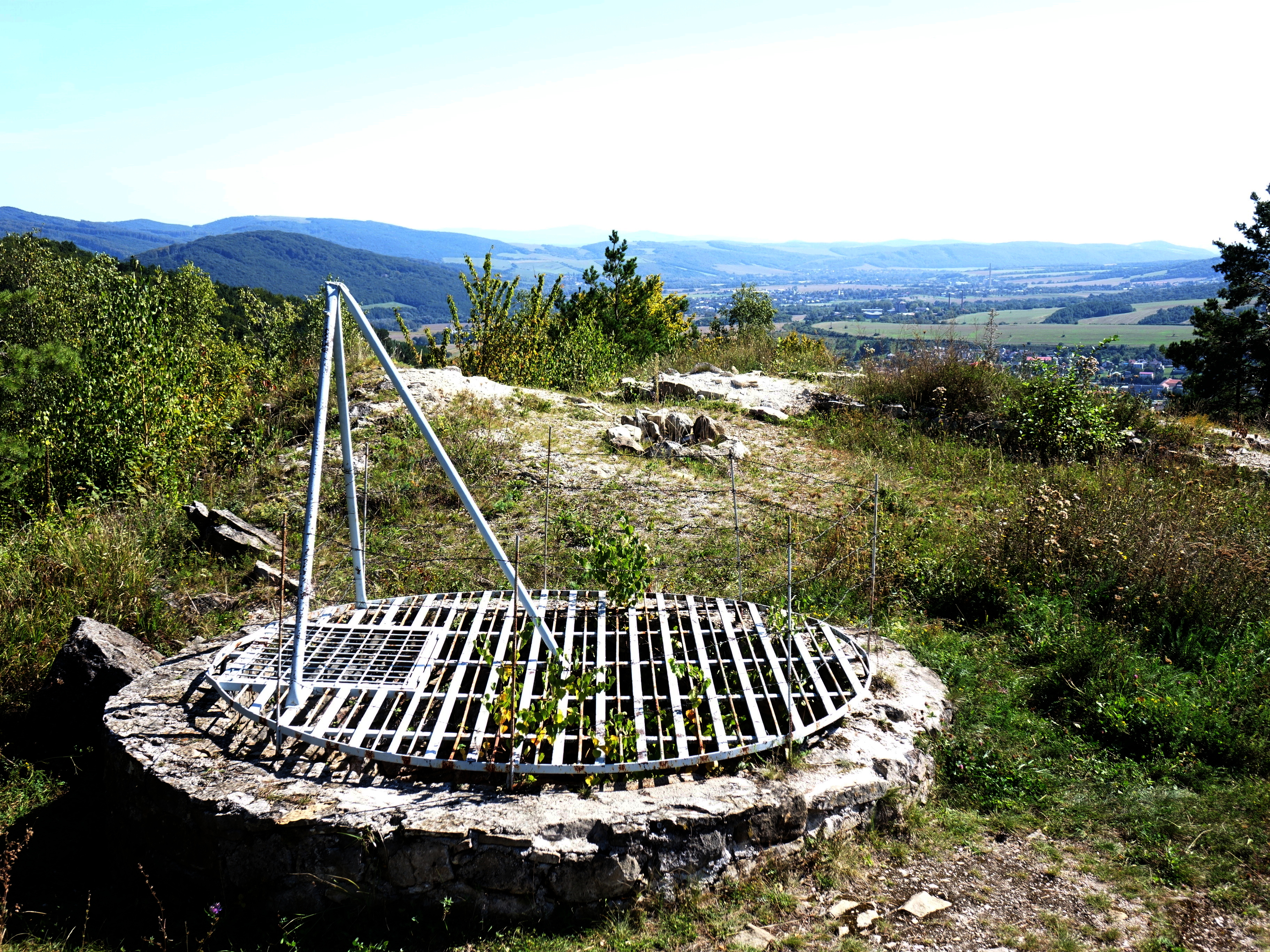
Cisterna na nádvoří hrádku
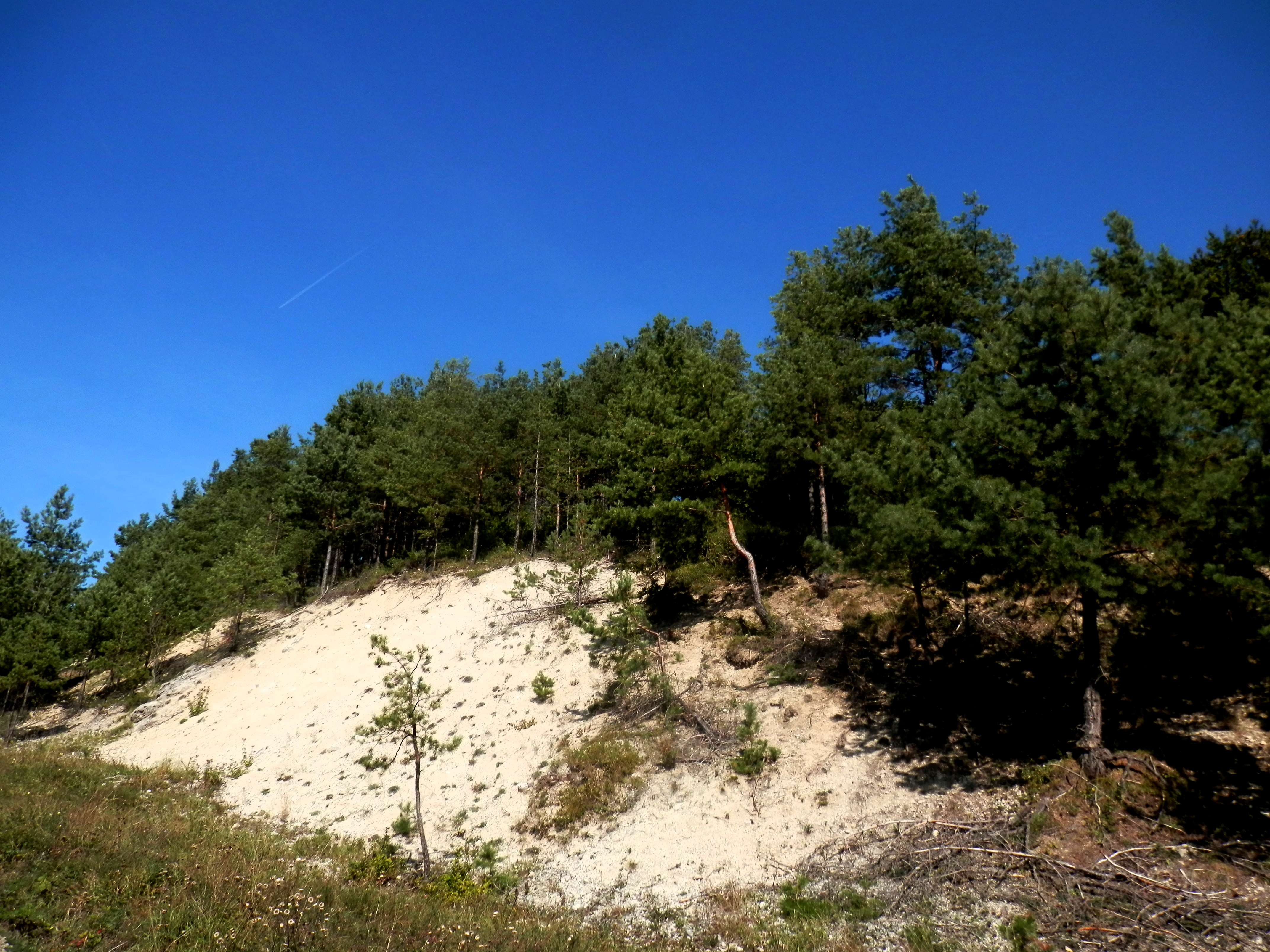
Chráněný areál Medzianské skalky